# Coors Classic (vrouwen)
De Coors International Bicycle Classic, is een voormalige meerdaagse wielerwedstrijd voor vrouwen in en rondom de staat Colorado, in het westen van de Verenigde Staten. De wedstrijd werd georganiseerd van 1975 tot 1988 en kende ook een voor mannen. De finish van de ronde lag doorgaans in de stad Boulder. Het aantal etappes die de wedstrijd kende verschilde per jaargang. Van 1975 tot en met 1979 werd de wedstrijd Red Zinger Bicycle Classic genoemd.

## Naam
De Red Zinger Bicycle Classic werd in 1975 voor het eerst georganiseerd en werd genoemd naar een populaire theesoort van sponsor Celestial Seasonings. Na vijf jaar werd de sponsoring overgenomen door de Coors Brewing Company en de koers hernoemd tot Coors International Bicycle Classic. De wedstrijd werd niet alleen in Colorado gereden, maar ook in de nabijgelegen staten Californië, Nevada, Wyoming en op Hawaï. Mede hierdoor werd de wedstrijd in Nederland ook wel de Ronde van Colorado en later de Ronde van Colorado en omstreken genoemd..

## Meervoudige winnaars
| Overwinningen | Renner                 | Land             | Jaren            |
| ------------- | ---------------------- | ---------------- | ---------------- |
| 3             | Connie Carpenter       | Verenigde Staten | 1977, 1981, 1982 |
| 3             | Jeannie Longo          | Frankrijk        | 1985, 1986, 1987 |
| 2             | Keetie van Oosten-Hage | Nederland        | 1978, 1979       |

## Overwinningen per land
| Overwinningen | Land             |
| ------------- | ---------------- |
| 7             | Verenigde Staten |
| 3             | Frankrijk        |
| 2             | Nederland        |
| 1             | Italië           |